# Радеховский район
Раде́ховский райо́н (укр. Радехівський район) — упразднённая административная единица Львовской области Украины. Административный центр — город Радехов.

## География
Радеховский район расположен в северной части Львовской области, граничит с Каменка-Бугским, Сокальским, Бродовским, Буским районами и Гороховским районом Волынской области. Район в нынешних границах образован в 1965 году. Территория района составляет 114,4 км².
Территорию района пересекают шоссейные пути Львов—Луцк, Броды—Червоноград, Радехов—Берестечко, Узловое—Буск, Сокаль—Стоянов; железнодорожные пути Львов—Ковель, Львов—Санкт-Петербург.
Рельеф местности равнинный. Наибольшие реки — Западный Буг с притоками Белостоком и Холоевкой и Стырь с притоками Березовкой, Родославкой, Судиловкой.
Почвы перегнойно-карбонатные. В долинах притоков Западного Буга и Стыри — крупные торфяные массивы. В западной части района залегают залежи каменного угля. Большую часть территории, почти 25 процентов, занимают леса, преимущественно сосновые, дубовые. В околице села Нестаничи растут карликовые дубы.

## Административно-территориальное деление на 2020 год
На момент упразднения в состав района входили 1 городской, 1 поселковый и 31 сельский совет. Всего в районе был 71 населённый пункт.

## Население
По результатам всеукраинской переписи населения 2001 года в районе проживало 52,4 тысяч человек (96,9 % по отношению к переписи 1989 года), из них русских — 0,2 тысяч человек (0,4 % от всего населения).